# Église Saint-Germain de Moyaux
Pour les articles homonymes, voir Église Saint-Germain.
L'église Saint-Germain est une église catholique située à Moyaux, en France. Datant du XIIe, XIIIe, XIVe et XVe siècles, elle est inscrite au titre des Monuments historiques.

## Localisation
L'église est située dans le département français du Calvados, dans le bourg de Moyaux.

## Architecture
L'édifice est inscrit au titre des Monuments historiques depuis le 19 juillet 1926.